# Медаль «За труд и доблесть»
Медаль «За труд и доблесть» (укр. Медаль «За працю і звитягу») — знак отличия президента Украины — государственная награда Украины для награждения граждан Украины за весомый личный вклад в развитие экономической, научно-технической, социально-культурной, военной, государственной, общественной и других сфер деятельности, многолетний добросовестный труд, образцовое исполнение служебных обязанностей.

## История награды
Знак отличия президента Украины — медаль «За труд и доблесть» учреждён указом президента Украины Л. Д. Кучмы 16 мая 2001 года.

## Положение о медали «За труд и доблесть»
Награждение медалью «За труд и доблесть» производится Указом президента Украины.
Медалью «За труд и доблесть» могут быть награждены иностранцы и лица без гражданства.
Медаль «За труд и доблесть» вручает президент Украины, по его поручению — Председатель Верховной Рады Украины, его заместители, Премьер-министр Украины, Первый вице-премьер-министр Украины, вице-премьер-министры Украины, министры, руководители других центральных органов исполнительной власти, Председатель Конституционного Суда Украины, Председатель Верховного Суда Украины, Председатель Высшего арбитражного суда Украины, Генеральный прокурор Украины, послы Украины в иностранных государствах, Председатель Верховной Рады и Совета министров Автономной Республики Крым, председатели областных, Киевской и Севастопольской городских государственных администраций, Глава Комиссии государственных наград и геральдики при президенте Украины.
Награждение медалью «За труд и доблесть» посмертно не производится.
Награждённому медалью «За труд и доблесть» вручается медаль и удостоверение к ней.

## Описание награды
Знак отличия президента Украины — медаль «За труд и доблесть» изготовляется из серебра и имеет форму круга диаметром 32 мм. На лицевой стороне медали в центре — малый Государственный Герб Украины в обрамлении декоративного венка из колосков пшеницы и дубовых листьев. Поле щита малого Государственного Герба Украины залито синей эмалью.
На оборотной стороне медали — надпись в четыре строки «За працю і звитягу». Все изображения и надписи рельефные. Медаль имеет выпуклый бортик.
Медаль с помощью кольца с ушком соединяется с прямоугольной колодкой, обтянутой лентой. Нижняя часть колодки декоративная, фигурная. Размер колодки: длина — 45 мм, ширина — 28 мм. На обратной стороне колодки — застёжка для прикрепления медали к одежде.
Лента медали «За труд и доблесть» шелковая муаровая с полосками зелёного и малинового цветов (по 10 мм) и синей и жёлтой полосками (по 2 мм) по краям.
Планка медали «За труд и доблесть» представляет собой прямоугольную металлическую пластинку, обтянутую лентой. Размер планки: длина — 12 мм, ширина — 24 мм.

## Порядок ношения
Знак отличия президента Украины — медаль «За труд и доблесть» носится на левой стороне груди после медали «За спасённую жизнь».

## Перевод названия награды
На сайте президента Украины также используются варианты перевода украинского названия медаль «За працю і звитягу» на русский язык: медаль «За труд и отвагу» и медаль «За труд и доблесть».